# 新疆维吾尔自治区文学艺术界联合会
新疆维吾尔自治区文学艺术界联合会，简称新疆文联，是中华人民共和国新疆维吾尔自治区文学艺术工作者组成的人民团体，是中国文学艺术界联合会的团体会员，受中国共产党新疆维吾尔自治区委员会的领导。
新疆维吾尔自治区文联的最高权力机构为新疆维吾尔自治区文学艺术界联合会代表大会和由它产生的新疆维吾尔自治区文学艺术界联合会委员会。